# Square Frère-Orban
Le square Frère-Orban (en néerlandais : Frère-Orbansquare) est un parc et une place de Bruxelles situés dans la ville de Bruxelles (extension est).

## Localisation
Situé dans le quartier Léopold, à une centaine de mètres au sud de la rue de la Loi et à environ 200 m à l'est de la petite ceinture, ce square grillagé et carré d'une superficie de 65 ares jouxte la rue de l'Industrie, la rue Guimard et la rue de la Science.

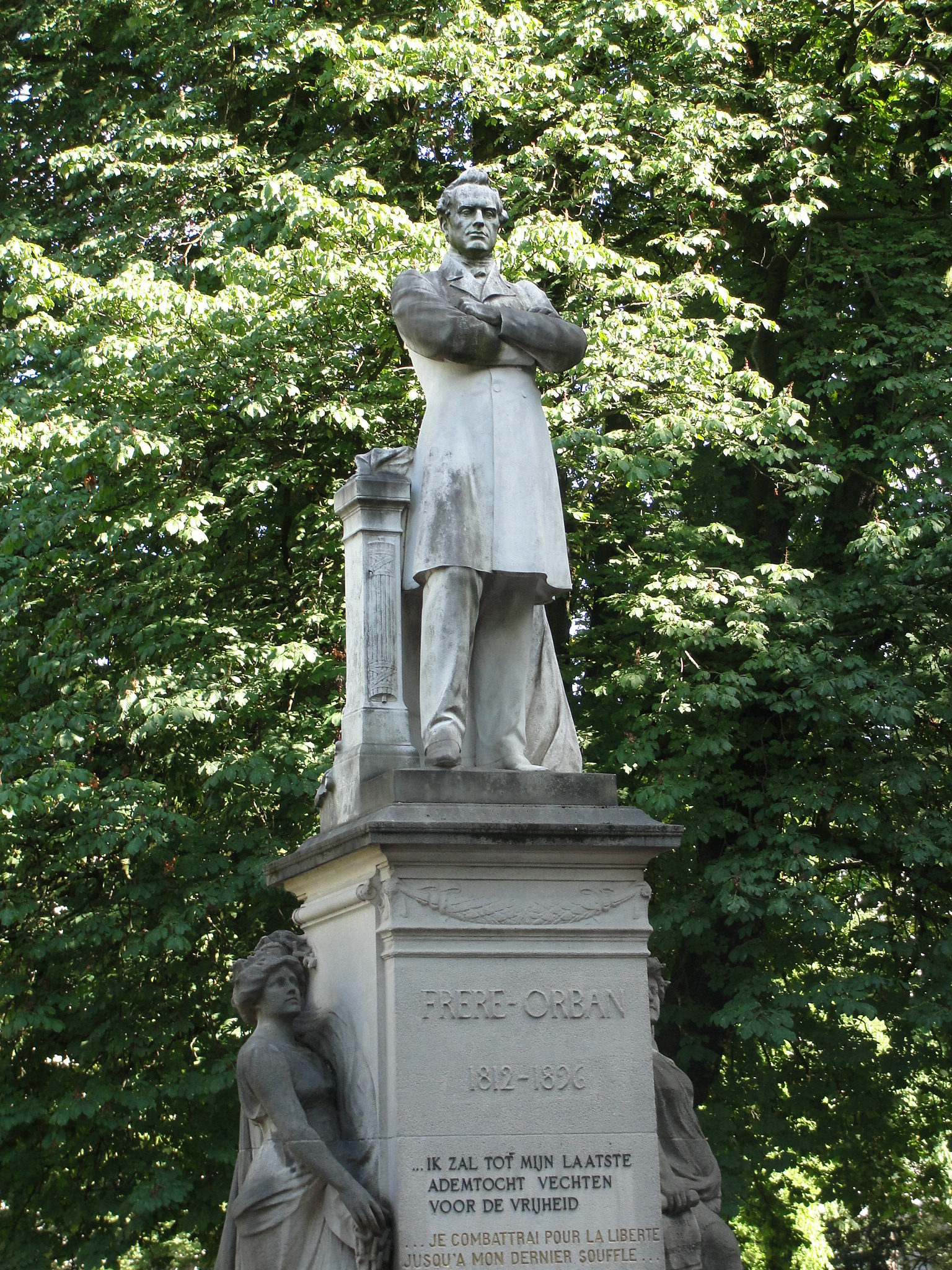
La statue de Walthère Frère-Orban.

## Histoire
L'emplacement de la place est créé en 1837 par l’architecte Tilman-François Suys mais le square est réellement aménagé en 1862 par l'architecte paysagiste Louis Fuchs. Le square rend hommage à Walthère Frère-Orban né à Liège le 24 avril 1812 et décédé le 2 janvier 1896 à Bruxelles,  docteur en droit, avocat et homme politique libéral belge,   

## Arbres remarquables
Le square est aménagé comme un "carré à l’anglaise", planté de nombreux arbres, dont quatre inscrits à l’inventaire des arbres remarquables : deux érables sycomores dorés et deux marronniers communs.

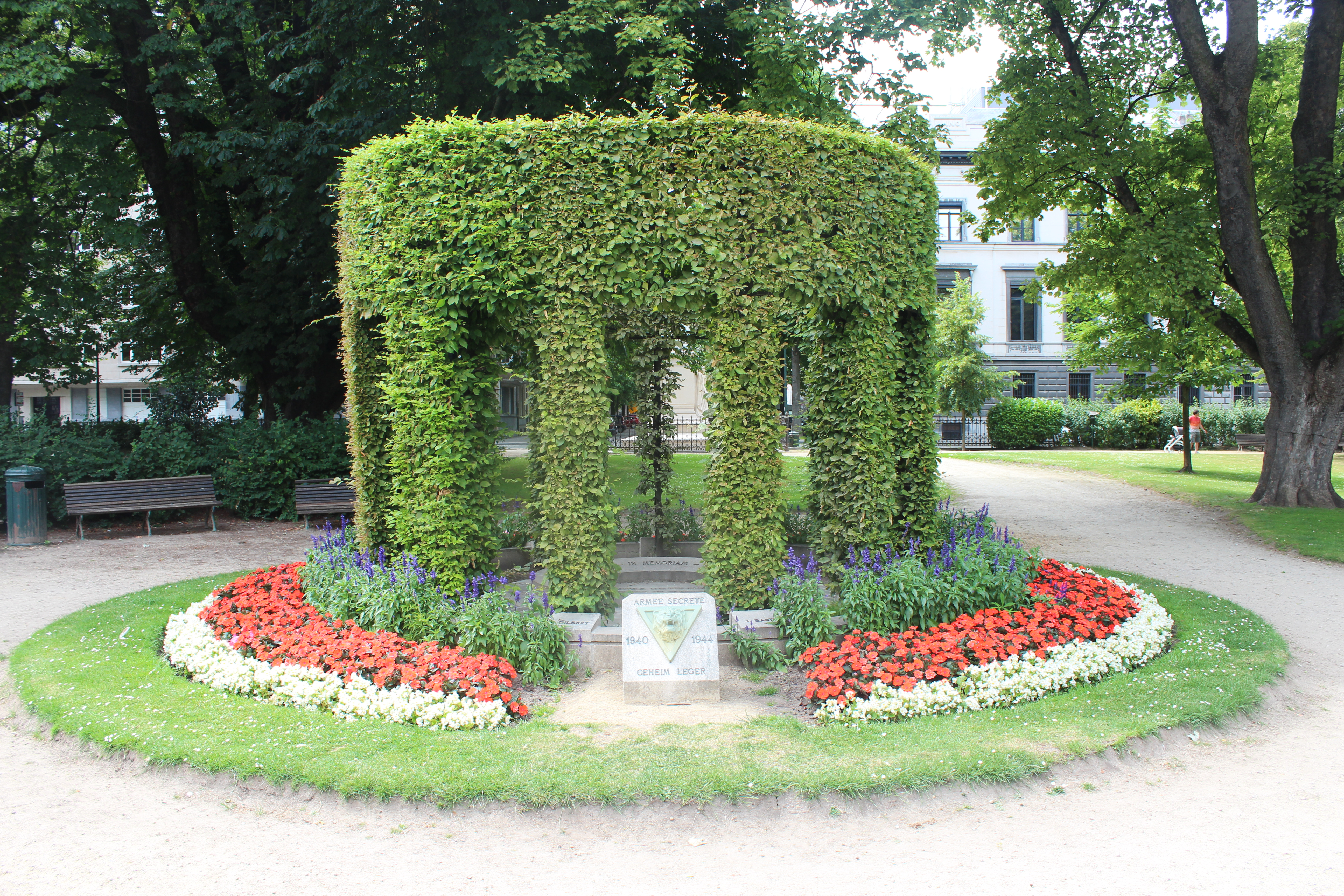
L’Enclos des treize colonels.

## Monuments
Au sud du square, se trouve l'église Saint-Joseph.
Le square possède deux statues principales : 
- le long de la rue de l'Industrie (côté ouest du square), statue en pierre représentant Walthère Frère-Orban due à Charles Samuel,
- le long de la rue de la Science (côté est du square), statue en pierre représentant Alexandre Gendebien, autre homme politique libéral, réalisée par Charles Van der Stappen[2].

Au centre du square, se trouve l’Enclos des treize colonels, monument végétalisé dédié "aux officiers, sous-officiers et soldats tombés dans l’Armée secrète" pendant la Seconde Guerre mondiale. Il est constitué d’une couronne en pierre, de treize piliers envahis par le lierre et d'autant de bornes portant le nom des treize colonels.